# Tremís

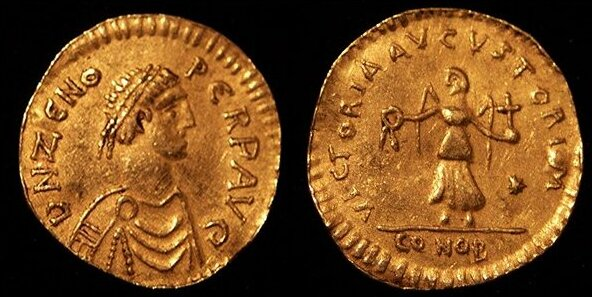
Tremís bizantino del emperador Zenón.

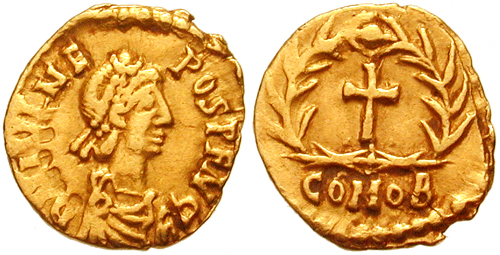
Tremís de Julio Nepote.

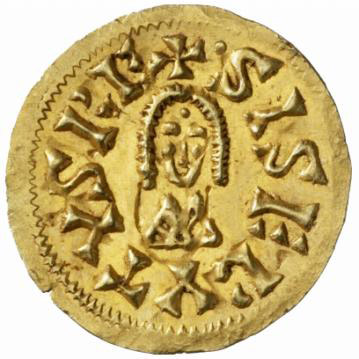
Tremís de oro del rey visigodo Sisebuto.

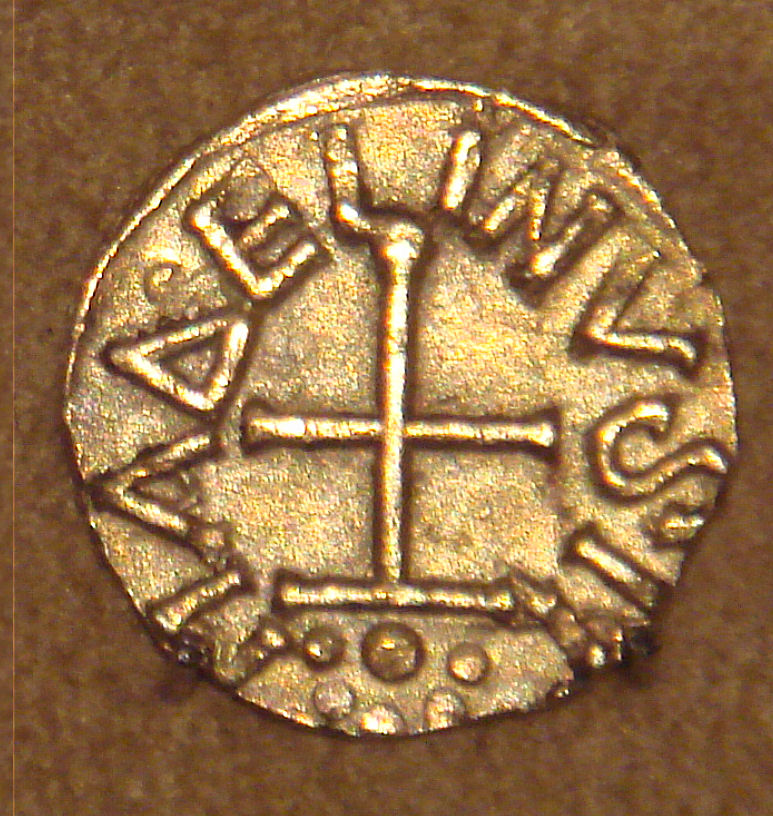
Tremís franco de oro con cruz, acuñado por Madelinus, Dorestad, Países Bajos, a mediados del.

El tremís (latín: tremissis; pl: tremisses) fue una moneda de oro romana con un valor de 1/3 de sólido. Esta moneda fue creada por Teodosio I en la década de 380, cuando Magno Máximo era el emperador romano de Occidente. Tuvo un gran éxito en todos los territorios del Imperio romano, incluso después de la caída de Occidente y, por ejemplo, fue usada por los suevos y los visigodos en Hispania y por los anglosajones en Britania. Continuó acuñándose en el Imperio de Oriente.
Los tremisses romanos continuaron acuñándose comúnmente durante el reinado de León III el Isaurio (717-741), pero a partir de entonces solo se acuñaron raras veces en el este del imperio, probablemente solo para usos ceremoniales, hasta el reinado de Basilio I (867-886), después de lo cual desaparecieron. Sin embargo, la moneda siguió siendo de uso común en el tema siciliano hasta la caída de Siracusa en 878. La traquía, introducida en el siglo XI, era equivalente en valor a la antigua tremissis. Aunque no estaba hecho de oro, era un tercio del hiperpirón dorado estándar. Sin embargo, no se llamó tremissis.

## El tremís visigodo
Los visigodos, acostumbrados a usar el tremís en sus tratos con la administración imperial, adoptaron las características de esta moneda romana, incluyendo su peso, iconografía y las fórmulas monetarias de las inscripciones latinas. Convirtiéndola en la unidad monetaria del reino y adaptando los tipos y leyendas a medida que el poder real se fue afianzando, representando en ellas la evolución política del estado.
El tremís visigodo tiene un peso teóricamente cercano a 1,51 gramos.  Sin embargo, experimentó variaciones que rondaron los 1,45 y 1,30 gramos. A su vez, mantuvo una composición relativamente fija, con un porcentaje de oro elevado rondando el 80% de pureza, descendiendo hasta el 60% a mitad del siglo VI, momentos de Tulga y Chindasvinto.
En los primeros momentos la acuñación visigoda copia las formas tardo imperiales y bizantinas, representando a los emperadores romanos correspondientes, junto a sus nombres y títulos. Algunos de ellos fueron Honorio, Valentiniano III y Anastasio, entre otros. El reconocimiento de la autoridad imperial en estas emisiones monetarias las etiqueta como monedas pseudo-imperiales. 
Este patrón se mantuvo hasta el reinado de Leovigildo, cuando comienza un cambio gradual hacia monedas de absoluto carácter visigodo. El desligamiento de las reglas bizantinas se desarrolló en distintas etapas, sustituyendo primero las leyendas latinas, las leyendas que señalan el nombre del emperador de Oriente y, por último, una total omisión de este para dejar paso la efigie del rey visigodo.Su representación estaba acompañada de fórmulas y epítetos propios como dominus noster, pius, iustus. En las etapas subsecuentes se determinan los elementos visigodos de la estampa monetaria, añadiendo el nombre de las ciudades donde se encontraban las cecas.
Curiosamente, un artículo publicado en 2021 señala que el tremís del rey Ervigio, (680-687), tiene una posición precursora en la introducción del busto de cristo en los tipos monetales, vinculando la insólita renovación iconográfica cristiana con los problemas sucesorios que experimentaba el reino visigodo. Adelantándose por unos años a la acuñación monetaria de Justiniano II (685-695 y 705-711), emperador de Oriente, la cual había sido considerada erróneamente pionera en este tipo.